# Bukranion

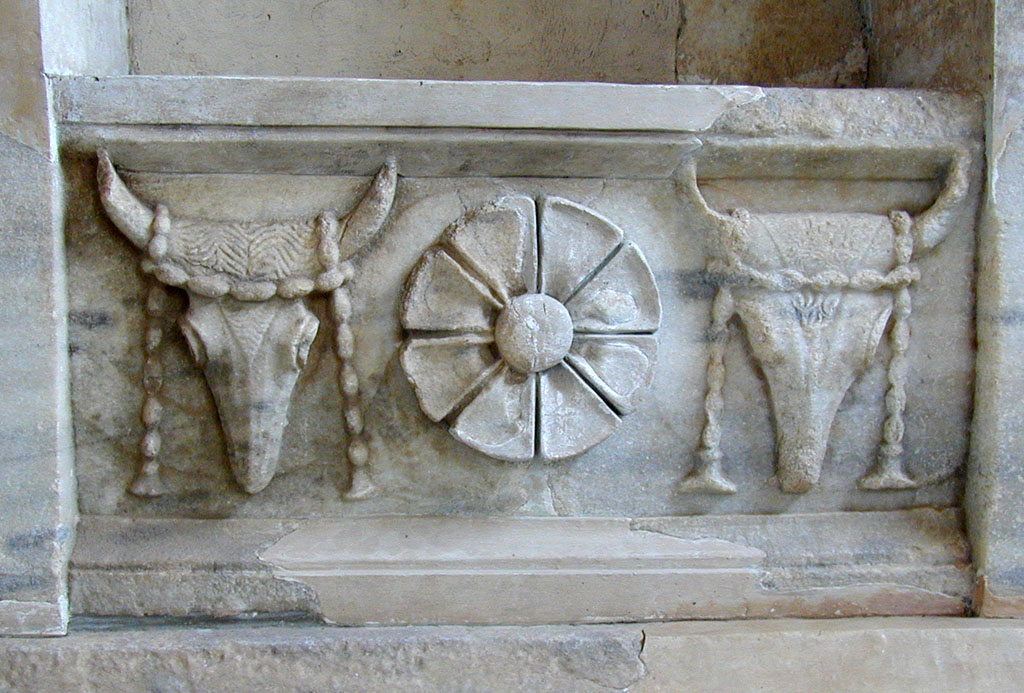
Bukranien als architektonischer Teil, Rotunde der Arsinoe in Samothrake

Das Bukranion (Mehrzahl: Bukranien) (von altgriechisch βουκράνιον boukránion „Rinderschädel“), gelegentlich auch Ochsenkopf genannt, ist die als Schmuckmotiv eingesetzte Vorderansicht eines Rinderschädels mit Gehörn. Dieses Schmuckmotiv fand bereits vorgeschichtlich Verwendung, war in der griechischen und römischen Antike besonders beliebt und wurde in der Renaissance wieder aufgegriffen. Aigikranion steht für die Vorderansicht eines Ziegen- bzw. Widderschädels. Im 19. Jahrhundert benutzte man Aaskopf als Oberbegriff für Bukranien und Aigikranien.

## Klassische Archäologie

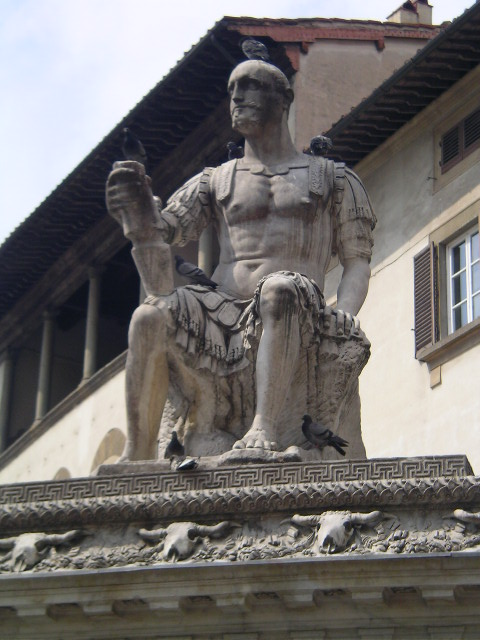
Bukranien am Denkmalsockel

Das Bukranion kann gemalt oder plastisch gestaltet sein und kommt sowohl in naturalistischen als auch in stilisierten Ausführungen vor. Zumindest ursprünglich verweist es auf  Opfertiere. Das klassische Bukranion ist seit dem 4. Jh. v. Chr. bekannt und wurde im Hellenismus und von den Römern häufig als Ornament verwendet.
Sie fanden als Frömmigkeitssymbole an Tempeln, Portalen oder Grabmälern Anwendung.
In hellenistischen und römischen Dekorationen werden die einzelnen Schädel häufig durch darüber gehängte Girlanden, auch Festons genannt, und dazwischen angeordnete Schalen oder Rosetten zu einem durchlaufenden Bukranien-Fries verbunden. Als Beispiel eines römischen Bauwerks lässt sich das Grabmal der Caecilia Metella anführen. Häufig sind Bukranienfriese auch in der römischen Wandmalerei zu finden.
In der Renaissance, im Barock und im Klassizismus wurden Bukranien- und Aigrikonien-Friese erneut als Dekorationselemente eingesetzt, so in der Architektur und bei Möbeln wie Tischen oder Schränken.

## Vorgeschichte

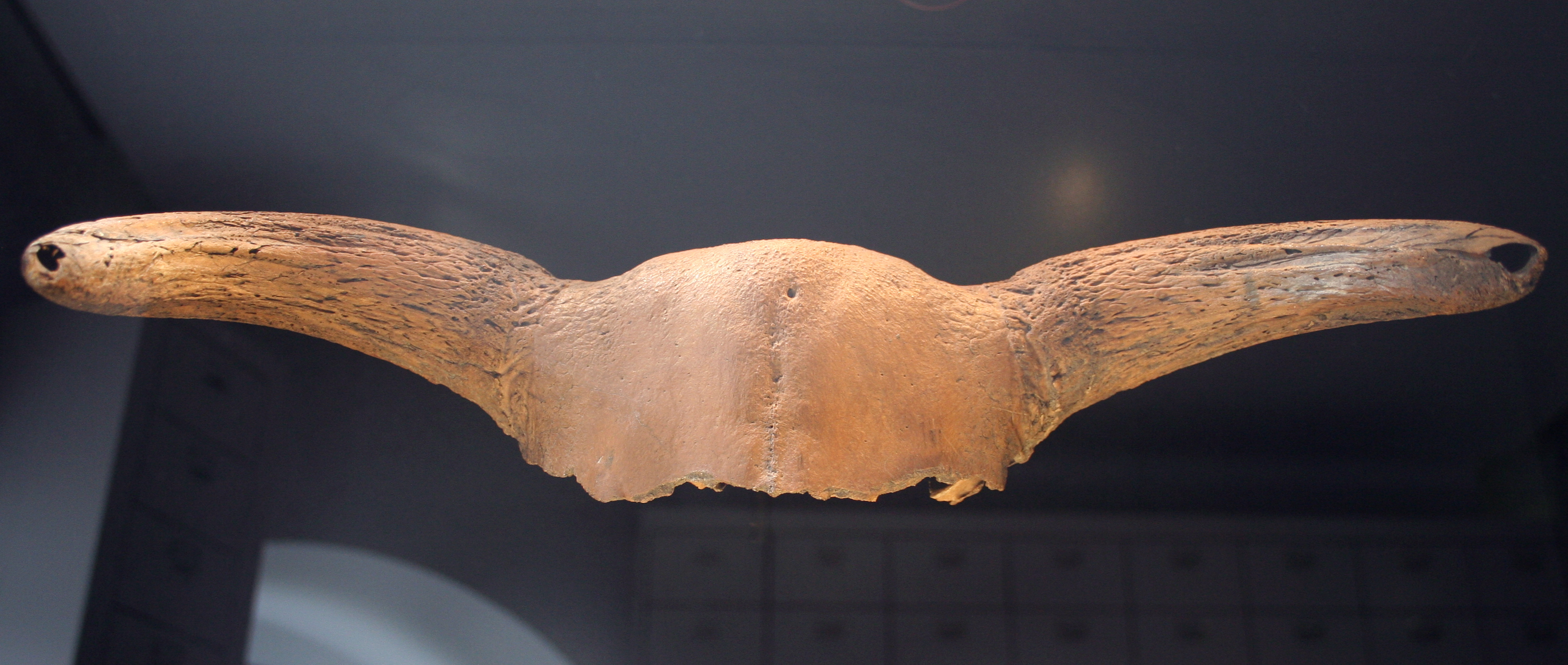
Bukranion vom Erdwerk Heilbronn-Klingenberg (Michelsberger Kultur, 4400–3500 v. Chr.); Landesmuseum Württemberg, Stuttgart

Von James Mellaart wurden Stierhornpfeiler oder Nachbildungen von Stierhörnern in Çatalhöyük als Bukranien bezeichnet. Glyn Daniel übernahm die Bezeichnung in seiner Enzyklopädie.
Ein überzeugender Nachweis von Rinderschädeln als Bauornament stammt aus der Pfyner Kultur und wurde in Schicht III der Feuchtbodensiedlung Arbon-Bleiche im schweizerischen Arbon gefunden. Hier wurden insgesamt 22 Stirnschädel mit Hornzapfen entdeckt, bei denen der Rest des Kraniums scheinbar mit einem stumpfen Instrument abgetrennt war. Es handelte sich um 14 Rinder, sechs Ziegen, einen Ur und ein Wisent. Diese Schädelteile wurden meist in der Nähe der Hauswände gefunden, wobei Häuser mit bis zu vier Schädeln versehen sein konnten.  Hirschschädel als Bauornamente, allerdings im Hausinneren sind aus dem Bereich der Vinča-Kultur nachgewiesen, z. B. in Uivar, Rumänien. Rinderschädel umstehen, wie ein Cheval de friese einen etwa 4000 Jahre alten Grabhügel in der Nähe der sudanesischen Stadt Kerma.

## Volkskundliches
In einigen Gemeinden der Schweiz werden auch heute Schädel von Rindern und Ziegen an den Außenwänden der Stallungen befestigt.